# Björn Strid

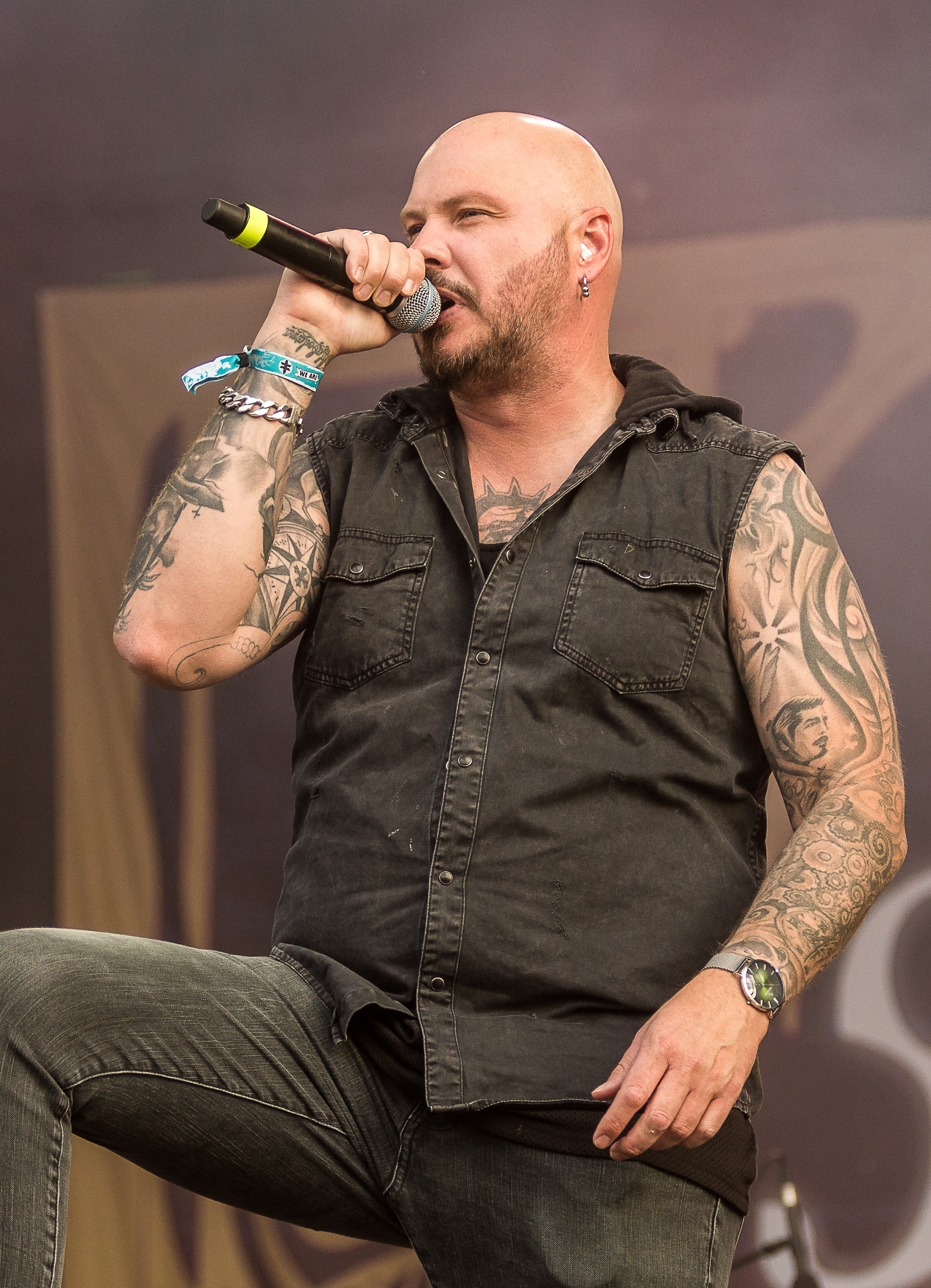
Björn Strid 2019 mit Soilwork

Björn Ove „Speed“ Strid (* 10. September 1978) ist ein in mehreren Bands und Projekten tätiger schwedischer Sänger. Seine bekanntesten Einbringungen sind Soilwork, Terror 2000, Disarmonia Mundi, Coldseed und The Night Flight Orchestra. Auch auf einem Demo-Album von Darkane ist sein Gesang zu hören. Markant an seinem Gesang ist seine Fähigkeit, schnell zwischen tiefen Growls, hohen Screams und klarem Gesang zu wechseln. Seinen Spitznamen bekam der Schwede von Mitschülern aufgrund seiner Vorliebe für schnelle und harte Metalmusik.

## Diskographie

### Soilwork
siehe Soilwork/Diskografie

### Terror 2000
siehe Terror 2000#Diskografie

### Disarmonia Mundi
- 2004: Fragments of D-Generation (Scarlet)
- 2006: Mind Tricks (Season of Mist)
- 2009: Nebularium (Re-Release)
- 2009: The Isolation Game (Coroner Records)
- 2011: Mind Tricks (Re-Release)(Coroner Records)
- 2015: Cold Inferno (Coroner Records)

### Coldseed
- 2006: Completion Makes The Tragedy

### The Night Flight Orchestra
siehe The Night Flight Orchestra#Diskografie

### Als Gastmusiker
- 2010: Collapsing (feat. Demon Hunter)
- 2012: Puppets 2 (The Rain)  (feat. Motionless in White)
- 2014: Before You Finally Break (feat. Sonic Syndicate)
- 2014: Calvert Street (feat. I Killed the Prom Queen)
- 2014: Burning Heart (feat. Eshtadur)
- 2015: Discrowned (feat. Xaon)
- 2017: We Are Murderer (We All) (feat. Xandria)
- 2017: Tell Me Who I Am (feat. Noel Husser)
- 2021: Promising Sun (Album Silver Lake by Esa Holopainen)
- 2022: Doomed (feat. Ghosther)
- 2022: Death Is Not the End (feat. Epica)
- 2023: Should I? (feat. Æther Realm)